# Адольф Фредрик
Адольф Фредрик (швед. Adolf Fredrik; Адольф Фридрих, нем. Adolph Friedrich; 14 мая 1710, Готторп — 12 февраля 1771, Стокгольм) — король Швеции в 1751—1771 годах.

## Биография
Родился в семье герцога Гольштейн-Готторпского Кристиана Августа и Альбертины Фридерики Баден-Дурлахской. Адольф Фредрик приходился родным дядей Екатерине II, будучи братом её матери Иоганны Елизаветы.
В 1727 году после смерти своего старшего брата, будучи всего 16 лет от роду, сделался князем-епископом Любека и хозяином Эйтинской резиденции.
В 1739 году после смерти своего двоюродного брата на несколько лет стал управляющим Гольштейна при его малолетнем сыне Карле Петере Ульрихе — впоследствии русском императоре Петре III.
23 июня 1743 года под нажимом России по условиям Абоского мира был объявлен наследником бездетного Фредрика I (по материнской линии был потомком дочери шведского короля Карла IX Катарины Шведской, которая являлась матерью его прабабки Кристины Магдалены Пфальц-Цвейбрюкен-Клеебургской). 25 марта 1751 года Адольф Фредрик взошёл на шведский трон.
Находясь на троне, он постоянно входил в конфликт с правящей партией «шляп», которая всеми силами старалась ограничить его власть. Даже воспитание его сына стало государственным делом, и он был лишён какого-либо голоса в этом вопросе. Кроме того, «шляпы» создали так называемую комиссию сословий (ständernas commission), которая имела право арестовывать как подстрекателя всякого, кто каким-нибудь образом высказывался в пользу короля. Наконец, они сделали для риксрода штемпель с королевской подписью, чтобы использовать его в случае, если король отказывался подписать какой-либо документ собственноручно.
В июне 1756 года сторонники усиления королевской власти совершили попытку переворота, которая, однако, закончилась неудачей. Несколько близких друзей королевской четы были казнены.

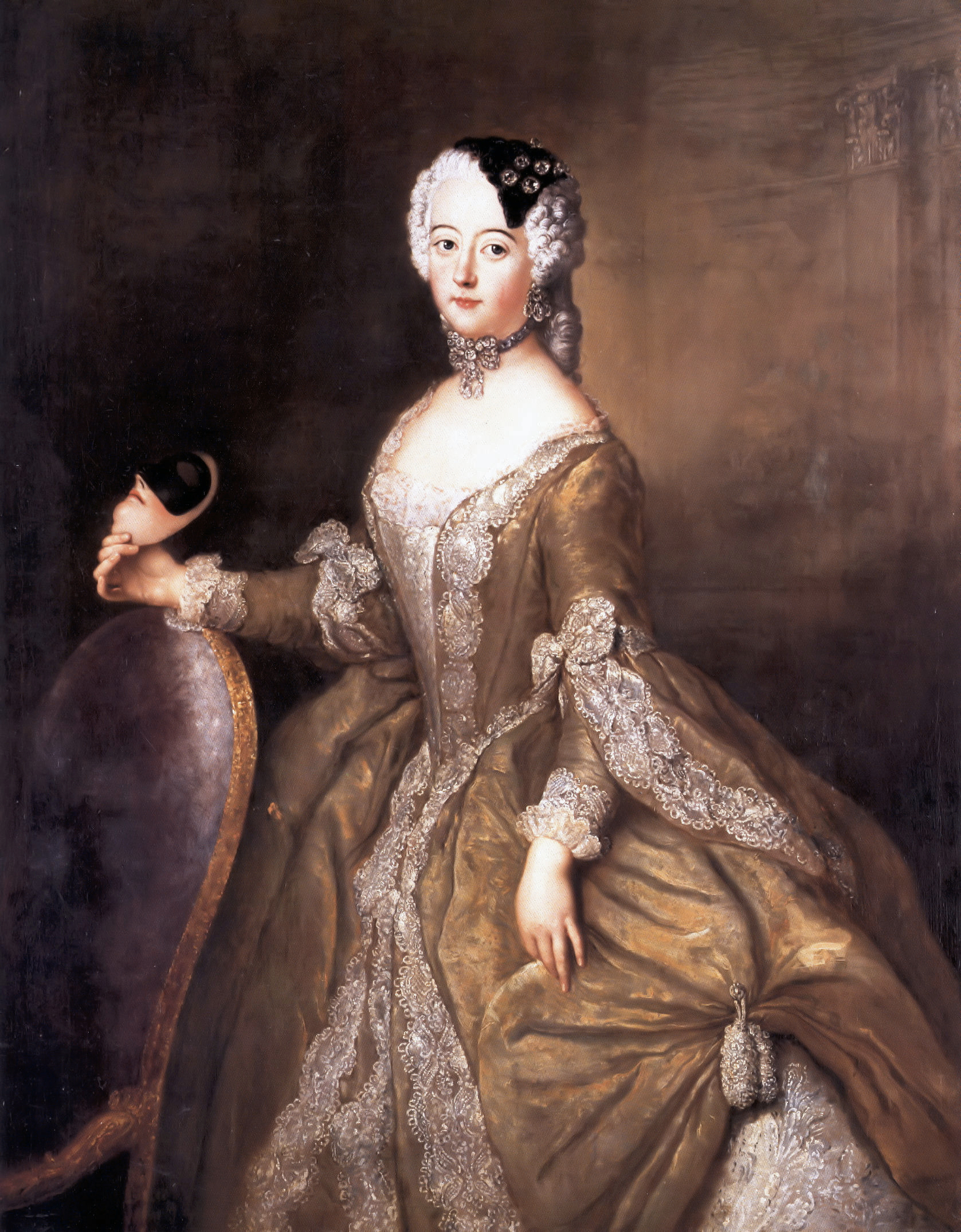
Супруга Адольфа Фредрика Луиза Ульрика. Портрет работы Антуана Пэна, ок. 1744

Сложившаяся для Швеции неудачно Семилетняя война подорвала влияние «шляп» и привела к власти партию «колпаков». Однако её правление было недолгим. Экономическая ситуация, ухудшившаяся вследствие принятых ею мер, потребовала созыва риксдага. Поскольку «колпаки» всячески противились этому, Адольф Фредрик заявил, что до того момента, пока не будет объявлено о созыве сословий, он слагает с себя королевскую власть. Столь неожиданное заявление привело к тому, что коллегии объявили о том, что они не могут выполнять свои функции в условиях отсутствия законной власти. В народе началось брожение, а когда командование расположенных в Стокгольме войск сообщило, что оно больше не может поручиться за верность своих солдат, риксрод был вынужден созвать государственные сословия. На риксдаге 1769—1770 годов партия «шляп» вновь получила перевес, однако король был разочарован в надеждах, которые он возлагал на смену власти.
По характеру Адольф Фредрик был мягким и доброжелательным, однако инертным и нерешительным. Любимым занятием короля было изготовление табакерок. В противоположность ему его супруга Луиза Ульрика обладала порывистым и властолюбивым нравом, благодаря которому смогла полностью подчинить его своей воле.
Умер Адольф Фредрик 12 февраля 1771 года в Стокгольме от удара, случившегося, как считается, после чересчур сытного обеда из омаров, икры, кислой капусты, копчёной сельди, кабачкового супа, четырнадцати пшеничных булочек с начинкой, тёплого молока и шампанского. Камергер Адольф Людвиг Гамильтон в своих «Заметках о Швеции» писал, что «для смерти не понадобилось иных поводов, кроме того что покойный король сам за столом перенапряг слабый желудок». Граф Юхан Габриэль Оксеншерна записал в дневнике, что «сия кончина подобала не государю, но деревенскому попу». Доброжелательный человек и образцовый семьянин, он пользовался любовью подданных, и его смерть вызвала всеобщее сожаление.

## Семья
С 1744 года Адольф Фредрик был женат на Луизе Ульрике Прусской (1720—1782), сестре Фридриха Великого. От этого брака у него было

три сына:
- король Густав III (1746—1792)[4],
- король Карл XIII (1748—1818),
- принц Фредрик Адольф, герцог Эстергётландский (1750—1803)

и дочь:
- София Альбертина (1753—1829), впоследствии настоятельница Кведлинбургского аббатства.